# Wayne R. Grisham

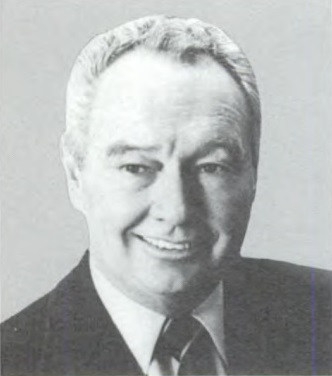
Wayne R. Grisham (1981)

Wayne Richard Grisham (* 10. Januar 1923 in Lamar, Colorado; † 19. Januar 2011 in La Mirada, Kalifornien) war ein US-amerikanischer Politiker. Zwischen 1979 und 1983 vertrat er den Bundesstaat Kalifornien im US-Repräsentantenhaus.

## Werdegang
Wayne Grisham besuchte bis 1940 die Jordan High School in Long Beach. Während des Zweiten Weltkrieges war er Pilot im Fliegerkorps der US Army. Dabei war er auf dem europäischen Kriegsschauplatz eingesetzt. Nach einem Abschuss geriet er in Kriegsgefangenschaft. Nach dem Krieg setzte er seine Ausbildung bis 1947 am Long Beach City College und dann bis 1949 am Whittier College fort. In den Jahren 1950 und 1951 studierte Grisham an der University of Southern California in Los Angeles. In der Folge arbeitete er als Lehrer und Geschäftsmann. Von 1958 bis 1978 leitete er seine Firma Wayne Grisham Realty. Zwischen 1974 und 1978 war er außerdem Vorstandsvorsitzender der First Mutual Mortgage Co. Gleichzeitig begann er als Mitglied der Republikanischen Partei eine politische Laufbahn. Von 1970 bis 1978 saß er im Stadtrat von La Mirada; in den Jahren 1973 und 1974 sowie von 1977 bis 1978 amtierte er dort als Bürgermeister.
Bei den Kongresswahlen des Jahres 1978 wurde Grisham im 33. Wahlbezirk von Kalifornien in das US-Repräsentantenhaus in Washington, D.C. gewählt, wo er am 3. Januar 1979 die Nachfolge von Del M. Clawson antrat. Nach einer Wiederwahl konnte er bis zum 3. Januar 1983 zwei Legislaturperioden im Kongress absolvieren. 1982 wurde er von seiner Partei nicht mehr zur Wiederwahl nominiert. Im Jahr 1983 wurde er regionaler Direktor des Friedenscorps in Kenias Hauptstadt Nairobi. Zwischen 1985 und 1988 war Grisham Abgeordneter in der California State Assembly. Danach zog er sich in den Ruhestand zurück. Er starb am 19. Januar 2011 in La Mirada.